# Михайлов, Георгий Николаевич
Георгий Николаевич Михайлов (1944, Ленинград — 10 октября 2014) — советский и российский коллекционер современного искусства, создатель Фонда свободного русского современного искусства.

## Биография
В 1968 году окончил физический факультет Ленинградского университета, затем преподавал там же и в физико-математической школе-интернате № 45 для особо одаренных детей. 
В 1970-е годы Михайлов начал проводить в своей квартире выставки «неофициальных» художников, делал фотографии и слайды их картин. С 1974 года такие выставки в квартире Михайлова проводились еженедельно. 
В июле 1974 года его вызвали на беседу в КГБ, где его сперва запугивали, а затем предложили сотрудничать, но он отказался. В 1977 году у него прошёл обыск, Михайлов был уволен из школы, где он работал, но добился восстановления на работе, обратившись в суд. 
В октябре 1978 года устроил в своей квартире выставку произведений уже изгнанного к тому времени за границу Михаила Шемякина. 
24 февраля 1979 года Георгий Михайлов был арестован по обвинению по ст. 153 УК РСФСР («Частнопредпринимательская деятельность и коммерческое  посредничество») и ст. 162 УК РСФСР («Занятие запрещенным промыслом») и 18 сентября 1979 года был приговорён к 4 годам лишения свободы. Виновным себя на суде он не признал и объяснил, что еще в
1977 году получил от официальных лиц разъяснение о законности своих действий. Согласно показаниям  свидетелей, посетители выставок, организованных Михайловым в своей квартире, могли покупать
понравившиеся им работы, причем расчет, как правило, производился с автором, только в редких  случаях художник просил передать деньги через Михайлова. Ни за участие в выставке, ни за посещение ее никакая плата не взималась, не получал Михайлов и комиссионных с проданных картин. На предварительном следствии несколько художников показали, что они дарили Михайлову  свои работы в качестве оплаты  его услуг. Однако на суде они утверждали, что дарили картины из дружеского   расположения, а также для того, чтобы они находились в собрании известного коллекционера.
При аресте у Михайлова были изъяты 363 картины, которые суд постановил уничтожить. Только вмешательство президента Франции Жискара д’Эстена, президента США Картера и других известных общественных деятелей, в числе которых были 67 нобелевских лауреатов, не позволило полностью привести в исполнение приговор об уничтожении картин. После кассационной жалобы была уничтожена 31 картина и частично архив слайдов, а часть коллекции была разграблена.
Михайлов отбывал срок заключения в Магаданской области, был освобождён в 1983 году по окончании срока, но 18 сентября 1985 года его снова арестовали по обвинению в «хищении государственного имущества в особо крупных размерах» (под ним имелись в виду изъятые при первом аресте картины — Михайлов обвинялся в том, что якобы скрыл их). Он был приговорён к 6 годам лишения свободы. 
За Михайлова вступился президент Франции Ф. Миттеран, в 1987 году он был освобождён в результате сокращения срока заключения до уже отбытого и выслан из СССР. При этом Михайлов добился разрешения вывезти с собой 434 картины.
24 октября 1987 года в Мюнхене на базе коллекции Михайлова был создан Фонд свободного русского современного искусства. Следующие два года картины фонда демонстрировались по всему миру.
В 1989 году Верховный суд РСФСР полностью реабилитировал Михайлова по обоим делам. В 1990 году Фонд свободного русского современного искусства был зарегистрирован как советская организация. 
Михайлов стал добиваться возврата ему изъятых при аресте картин. В июле 1998 года он обратился в суд с иском о возмещении материального ущерба и компенсации морального вреда, причиненных ему в результате конфискации его имущества. Судебный процесс затянулся на многие годы. 
Пока длились судебные заседания, галерею Михайлова в Санкт-Петербурге захватили путем изъятия учредительных документов и подделки его подписей некие супруги Бурчуладзе. Вернувшись из Германии, Михайлов обнаружил галерею занятой вооруженными людьми охранной фирмы. Михайлов добился осуждения супругов Бурчуладзе, но они тут же попали под амнистию. За время захвата из галереи вывезли 3 тысяч картин. Затем галерею Георгия Михайлова выселили с Литейного проспекта.
В январе 2008 года из квартиры Михайлова украли четыре картины, как минимум три раза, по словам Михайлова, в его автомобиль закладывали бомбы.
В 2010 году Европейский суд по правам человека признал, что в отношении Михайлова имело место нарушение Европейской конвенции о правах человека в связи с отсутствием доступа к суду и в связи с длительностью гражданского судопроизводства.
Михайлов скончался скоропостижно  в самолёте, летящем из Петербурга в Берлин, 10 октября 2014 года.